# Borgwedel
Borgwedel (dänisch: Borgvedel)  ist eine Gemeinde im Kreis Schleswig-Flensburg in Schleswig-Holstein.

## Geographie

### Geographische Lage
Das Gemeindegebiet von Borgwedel erstreckt sich am südlichen Ufer der Schlei rund acht Kilometer östlich von Schleswig. Das Gebiet ist Teil der naturräumlichen Haupteinheit Schwansen, Dänischer Wohld (und Amt Hütten) (Nr. 701) und liegt auf der erstgenannten Halbinsel (zwischen Schlei und Eckernförder Bucht) am westlichen Ufer der sogenannten Großen Breite.

### Gemeindegliederung
Die Gemeinde Borgwedel besteht aus dem namensgebenden Dorf Borgwedel sowie dem Dorf Stexwig (dänisch Stegsvig). Weitere Gemeindeteile sind Stexwigfeld, Borgwedelfeld und Osterlieth (dänisch Østerlede).

### Nachbargemeinden
Unmittelbar angrenzende Gemeindegebiete von Borgwedel sind:
|          | Schaalby                                    |      |
| Fahrdorf | Kompassrose, die auf Nachbargemeinden zeigt |      |
| Geltorf  |                                             | Güby |

## Geschichte

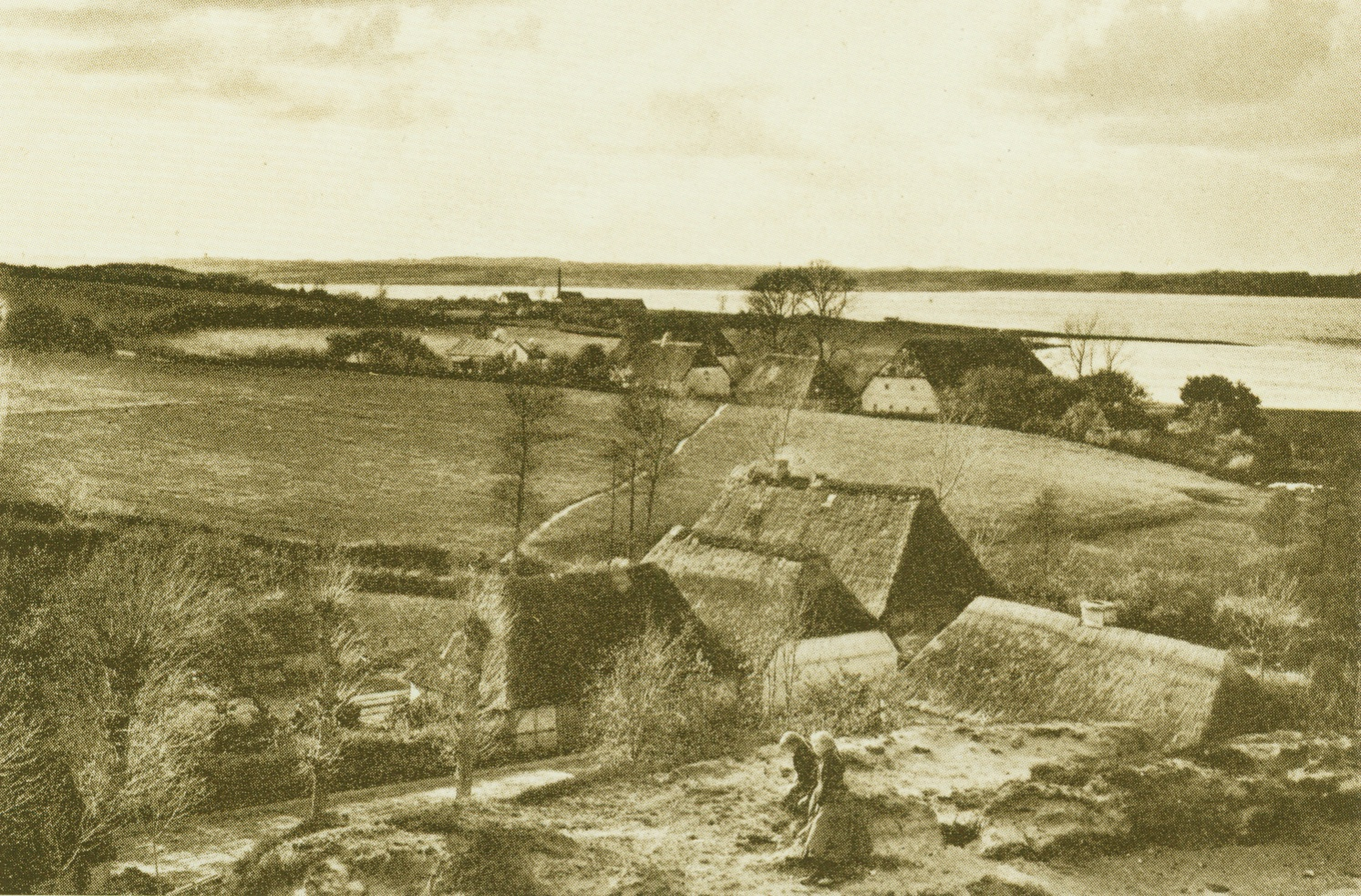
Stexwig im Jahr 1894

### Namen
Der Name Borgwedel ist erstmals 1388 dokumentiert. Um 1575/76 wurde der Name auf einer Rechnung im Klosterarchiv St. Johannis urkundlich erwähnt. Der Namensbestandteil -wedel bezieht sich entweder auf das altnordische veðill bzw. vaðill für eine Watstelle bzw. Furt oder ist eine spätere Umdeutung von wiek (dän. vig, altnord. vīk) in der Bedeutung Siedlungsstätte. Der Name wäre dementsprechend entweder die zu einer Burg gehörende Wattstelle/Furt oder Siedlungsstätte/Bucht einer Burg, wobei nicht auszumachen ist, was mit Burg gemeint ist, da die Stadt Schleswig eigentlich nicht so genannt wird.
Der Name des zweiten Ortsteils Stexwig wurde erstmals 1412 erwähnt. Der Name setzt sich zusammen aus dän. stege für Stange, Pfahl sowie -wig (dan. vig) für eine Bucht. Der Name steht entsprechend für Stangen- oder Pfahlbucht. Dem entspricht die gegenüber dem Ort gelegene Halbinsel Palör (Reesholm), deren Ortsname auf dän. pæle für Pfahl zurückgeht. Nach einer anderen Deutung steht der Name für „Bucht und das Wasser vor dem Ort“.

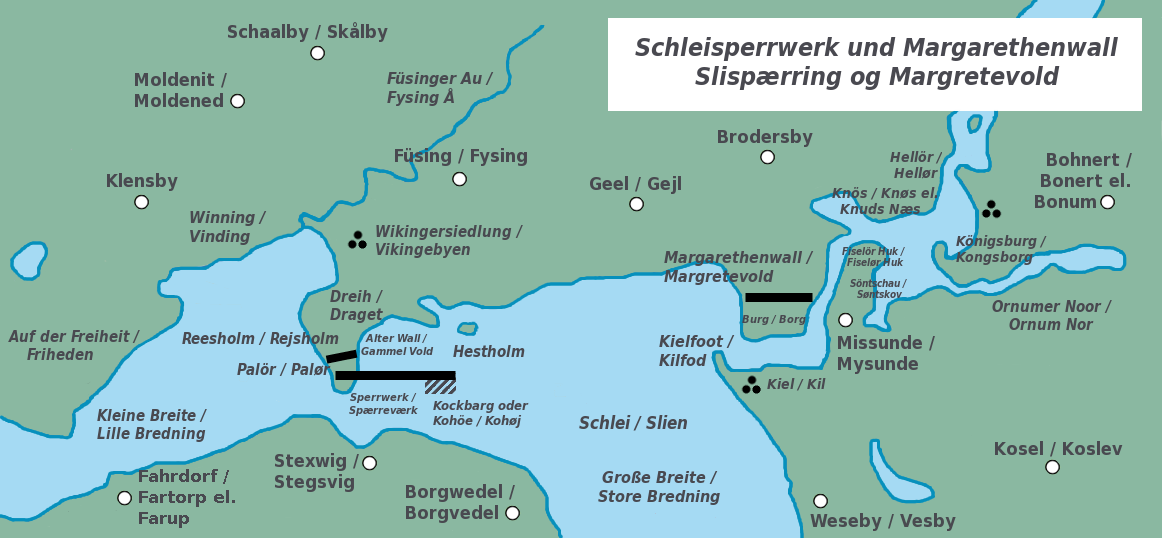
Übersichtskarte der Wikingersiedlung bei Füsing, des Schleisperrwerks und des Margarethenwalls

### Wikingerzeitliche Befestigungsanlage in der Schlei
In jüngerer Zeit wurden bei Ausgrabungen in der Bucht von Stexwig Wehranlagen aus der Wikingerzeit entdeckt. Zunächst wurden bei einer Vertiefung der Schlei 1925 zahlreiche Holzbalken ausgegraben. Untersuchungen ab den 1990er Jahren ergaben ein 900 m langes Sperrwerk zwischen der Halbinsel Reesholm und einer 1925 abgebaggerten Spitze der Untiefe Kockbarg, bestehend aus quadratischen Holzkonstruktionen von fast 5 m Seitenlänge. Die Hölzer, außer Eiche auch Birke und Weide, wurden im Winter 737 geschlagen, so dass eine genaue Datierung des Bauwerks möglich ist. Das Bauwerk reichte ursprünglich bis über die Wasseroberfläche und ist auch auf alten Karten abgebildet. Die Anlage diente vermutlich als Teil des Danewerks dem Schutz der Wikingersiedlung von Füsing.

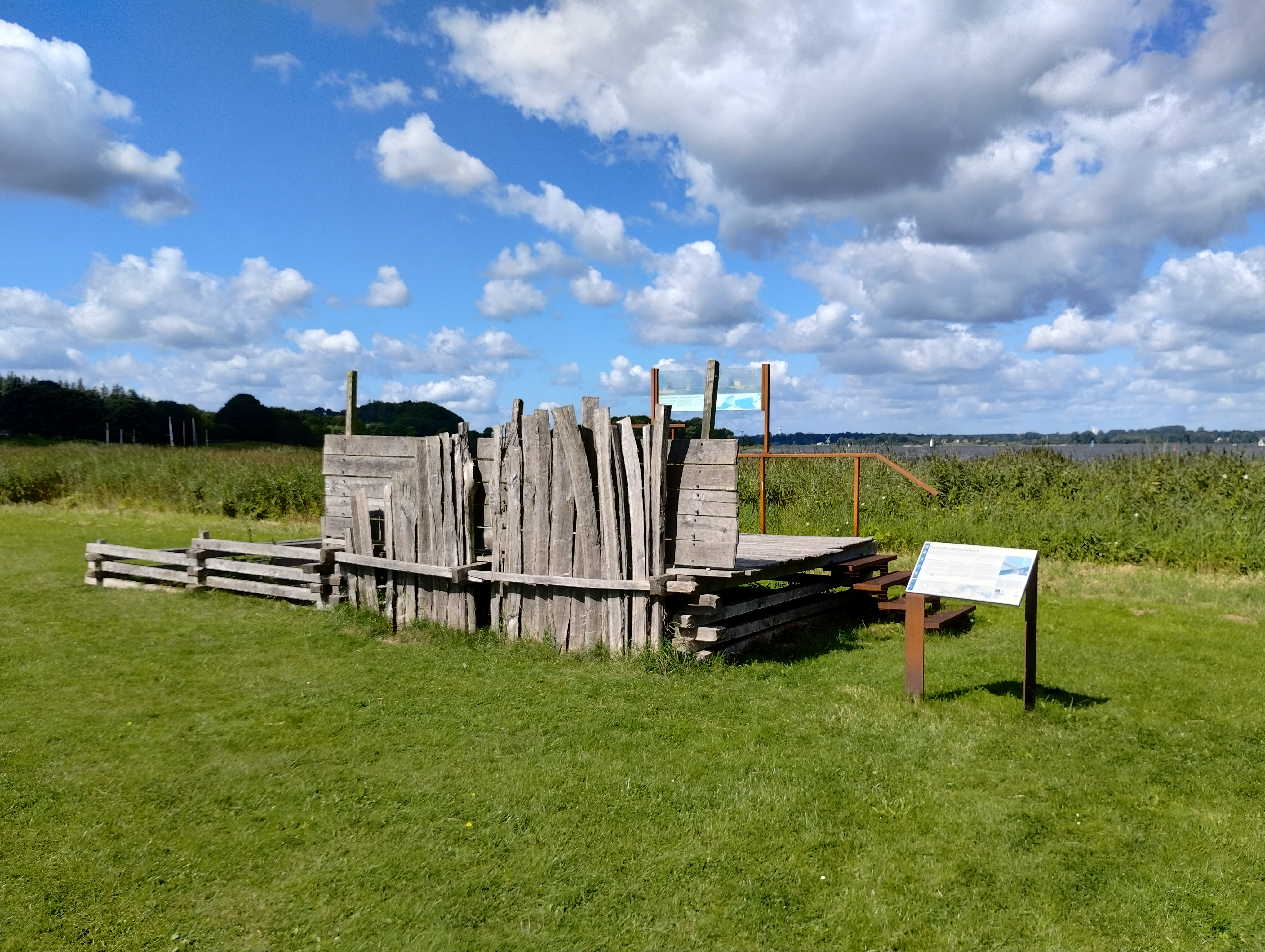
Rekonstruktion eines Teils des in der Wikingerzeit vor Stexwig (da. Stegsvig) gelegenen Schlei-Sperrwerks der Danewerk-Verteidigungsanlagen

## Politik

### Gemeindevertretung
Bei der Kommunalwahl am 14. Mai 2023 wurden insgesamt neun Sitze vergeben. Von diesen erhielt die Active Borgwieler Wählergemeinschaft fünf Sitze und die SPD und die CDU je zwei Sitze.

### Wappen
Blasonierung: „Auf Gold eine erhöhte, eingebogene und oben verstutzte blaue Spitze, belegt mit zwei dem Bogen folgenden silbernen Pfahlreihen, unten ein silbernes Großsegel mit Spinnaker.“

## Wirtschaft und Infrastruktur
Borgwedel ist eine Wohngemeinde mit starker Orientierung zur Kreisstadt Schleswig. In den 1970er Jahren entstanden mehrere Wochenendhausgebiete für Hamburger. Die Landwirtschaft hat in den vergangenen Jahrzehnten stark an Bedeutung verloren. Die nächste Einkaufsmöglichkeit befindet sich im vier Kilometer entfernten Fahrdorf. Dort befindet sich auch die Grundschule für die Borgwedler Kinder. Arbeitgeber in der Gemeinde sind die Jugendherberge an der Schlei und zwei Seniorenheime.